# Sigmodon hispidus
La rata café o rata algodonera crespa (Sigmodon hispidus) es una especie de roedor americano cuya área de distribución se extiende desde los estados sureños de Estados Unidos hasta Colombia y Venezuela a través de toda Centroamérica. Se ha usado esta especie como organismo modelo en el estudio de poliomielitis. Es un huésped natural en Venezuela (estado Miranda) de Yersinia pestis (bacilo Gram negativo causante de la peste bubónica).

## Biología
Generalmente son nocturnas, aunque también se las suele ver a otras horas. Son activas el año entero, pero no se reproducen durante los meses más fríos. La gestación dura 27 días. Los neonatos son bastante activos. Los machos alcanzan la madurez sexual alrededor de los 60 días y las hembras a los 30 a 40 días.